# Asas de Portugal
«Крылья Португалии» (порт. Asas de Portugal) — единственная авиационная пилотажная группа ВВС Португалии. Была основана в 1977 году в составе 103 эскадрильи ВВС. К 2010 году осуществляла полёты на двух Dassault/Dornier Alpha Jet. 

## История
Пилотажная группа «Asas de Portugal» была сформирована приказом главы штаба Военно-воздушных сил Португалии в 1977 года с целью представления национальных ВВС в международном авиасалоне International Air Tattoo в Англии. Ранее в Португалии уже существовали свои аэробатические эскадрильи. В 1950-х годах на F-84G Thunderjet выступали группы «Драконы» (Dragões) и «Святой Георгий» (São Jorge). 
Демонстрационная эскадрилья «Крылья Португалии» в течение 13 лет эксплуатировала учебно-боевые Cessna T-37C и выполнила в общей сложности 186 показов, в том числе 40 за рубежом. Структурные изменения ВВС в начале 1990-х годов привели к отказу от дальнейшего использования Cessna T-37 и к расформированию группы.
В 1997 году группа  кратковременно возобновила свою деятельность. В части стали поступать новые самолёты Dassault/Dornier Alpha Jet французского производства. В составе эскадрильи работало 7 пилотов. Первое публичное выступление на Альфа Джетах состоялось 27 июня 1997 года на праздновании 45-летия ВВС Португалии в Синтре. С 1998 до 2001 года полётов не производилось. В 2001 году группа несколько раз выполнила полёты на двух Альфа Джетах и снова прекратила деятельность вплоть до 2005 года. 
В 2005 году группа «Asas de Portugal» окончательно возобновила полёты, объединившись с 103 эскадрильей ВВС, базирующейся в Беже.
В начале 2010 года появилась информация о том, что группа прекратила выступления.

## Самолёты
| Самолёт                    | Количество  | Период      |
| -------------------------- | ----------- | ----------- |
| T-37C Tweety               | 6           | 1977 — 1990 |
| бездействие                | бездействие | 1990 — 1997 |
| Dassault/Dornier Alpha Jet | ?           | 1997 — 1998 |
| бездействие                | бездействие | 1998 — 2001 |
| Dassault/Dornier Alpha Jet | 2           | 2001        |
| бездействие                | бездействие | 2001 — 2005 |
| Dassault/Dornier Alpha Jet | 2           | 2005 — 2010 |